# Équipe de Belgique féminine de roller in line hockey
 (février 2025).
 (septembre 2024).
L'équipe de Belgique féminine de roller in line hockey est la sélection des meilleures joueuses belges de roller in line hockey. Actuellement la Belgique se situe au 12e rang mondial au niveau féminin. 

## Effectif World Skate Games 2024
| Joueuse              | n  | Club                                                  | Poste     |
| -------------------- | -- | ----------------------------------------------------- | --------- |
| Charlotte Swinnen    | 25 | Pink Poodles Eeklo                                    | Gardienne |
| Lotte Vander Weyde   | 20 | Sportiek Spins Brasschaat Reims Roller Champagne Club | Gardienne |
| Céline Böhm          | 1  | Phoenix Roller Hockey de Bruxelles                    | Gardienne |
| Natascha Bibaud      | 3  | Wolves Charleroi                                      | Défense   |
| Mira Böhrer          | 16 | Reims Roller Champagne Club                           | Joueuse   |
| Lotte De Guchtenaere | 10 | Les Écureuils d'Amiens                                | Joueuse   |
| Perrine Dumonceau    | 8  | Rapaces de Reims                                      | Défense   |
| Axelle Franck        | 11 | Les Écureuils d'Amiens                                | Défense   |
| Emmy Verstraeten     | 2  | Pink Poodles Eeklo                                    | Joueuse   |
| Joke Goethals        | 15 | Pink Poodles Eeklo                                    | Défense   |
| Ans Van Hoof         | 14 | Pink Poodles Eeklo                                    | Défense   |
| Maura T'Syen         | 21 | Pink Poodles Eeklo                                    | Joueuse   |
| Kristien Neyens      | 9  | Huskies Beveren                                       | Attaque   |
| Ellen Clincke        | 7  | Pink Poodles Eeklo                                    | Attaque   |
| Aischa Heirman       | 6  | Pink Poodles Eeklo                                    | Défense   |

## Palmarès auxchampionnats du monde
- 2024 - 12e